# Rivière Rouge (rivière Noire)
Pour les articles homonymes, voir Rouge (homonymie) et Rivière Rouge.
La rivière Rouge est un tributaire de la rivière Noire (rivière Yamaska). Elle coule dans les municipalités de Bonsecours et de Lawrenceville, dans la municipalité régionale de comté (MRC) de Le Val-Saint-François, sur la Rive-Sud du fleuve Saint-Laurent, dans la région administrative de l'Estrie, au Québec, Canada.

## Géographie
Les principaux bassins versants voisins de la rivière Rouge sont :
- côté nord : rivière Noire, ruisseau Brenda ;
- côté est : lac Bowker, rivière aux Herbages ;
- côté sud : rivière Noire;
- côté ouest : rivière Noire.

La rivière Rouge débute à la confluence de deux ruisseaux de montagne situés au nord-ouest du village de Bonsecours, à l'ouest du lac Bowker, au sud-ouest du Mont Florence-Louise-Bradford et au nord de la route 220.
Le cours de la rivière Rouge descend sur :
- 3,2 km vers le sud-ouest jusqu'à la route 220 qu'elle traverse à 2,3 km à l'est du centre du village de Bonsecours ;
- 1,7 km vers le sud-ouest jusqu'à un ruisseau (venant du village de Bonsecours) ;
- 5,3 km vers le nord-ouest en passant au sud du village de Bonsecours, jusqu'à la route 220 qui la traverse à 1,9 km à l'ouest du centre du village de Bonsecours ;
- 2,9 km vers le nord-ouest jusqu'au pont de la route 243 qui passe au village de Lawrenceville
- 2,9 km vers le nord-ouest, jusqu'à son embouchure.

La rivière Rouge se déverse sur la rive est de la rivière Noire dans le territoire de la municipalité de Lawrenceville, à 1,9 km au nord-ouest du centre de ce village et à 4,4 km au nord-est du centre du village de Sainte-Anne-de-la-Rochelle.

## Toponymie
Le toponyme « Rivière Rouge » a été officiellement inscrit le 19 mars 1979 à la Commission de toponymie du Québec.